# Foldit
Foldit是一个实验性的蛋白质折叠电子游戏，結合了眾包與分布式計算的思想。由华盛顿大学的计算机科学和工程学系和生物化学学系（同一批人中，很多人也參與创建Rosetta@home）聯合共同開發。
Foldit提供一系列教程，讓用户試著操縱简单的類蛋白质構造，並定期更新以真實蛋白質結構為基礎的謎題。該程序讓用户在工具辅助解謎，就能够得出實際的蛋白质模型。每當結構被变动，一个“分数”会根据折叠的完善程度给出。Foldit用户可以创立加入小组，分享各自的方案。也有小组高分榜。
生物製造主要蛋白質結構的方式（蛋白質生物合成）在原理上已經為人類所理解，此即蛋白質DNA測序的方法。而解明肽链是如何折叠成三维的蛋白质结构更為困難；雖然大致的程序已經為人所知，但蛋白质结构预测還是需要大量的運算。
Foldit嘗試利用人腦天生的三維图形匹配能力。目前該程式出的謎題都是基於已被人們清楚瞭解的蛋白質；透過分析人類在解這些謎題時的直覺思考途徑，研究者希望能改進現有蛋白質摺疊軟體所用的算法。
2010年科學雜誌《自然》雜誌上的一篇論文稱，Foldit的57,000名參與者提供了有用的結果，這些結果與算法計算的解決方案相匹配或表現優異。

## 成就
- 2010年科學期刊《自然》雜誌上的一篇論文為Foldit的57,000名參與者提供了有用的結果，這些結果與算法計算的解決方案相匹配或表現優異[1]。

- 2011年，Foldit玩家幫助解讀了Mason-Pfizer猴病毒（M-PMV）逆轉錄病毒蛋白酶的晶體結構。科學家們一直研究愛滋病的逆转录酶的晶體結構，這是一個已有十五年之久未解決的科學問題，這種蛋白質酶是愛滋病毒在活體細胞中複製和繁殖自己的重要關鍵，但在游戏中逆转录酶的結構在十天内被玩家們破解[3][4]。

## 参阅
- 蛋白质折叠
- 蛋白质结构预测